# Баранец арктический
Баране́ц аркти́ческий (лат. Huperzia arctica) — вид рода Баранец семейства Плауновые.

## Ботаническое описание
Растение высотой 2—15 см. Побеги прямостоячие. Образует небольшие подушечки. Филлоиды линейно-ланцетной формы. Спорангии находятся в пазухах листьев. Листья 4—6 мм длиной, желтовато-бурые, прозрачные, плотно расположенные. Споры треугольные. Выводковые почки диаметром 1—2 мм. Споры созревают в июне—сентябре.

## Ареал и местообитание
Распространён по всей Сибири и в Скандинавии.
Обитает в арктических и горных тундрах, где может произрастать до высоты 1940 м (в Ютунхеймене). Найден также в Ян-Майене и Шпицбергене. Предпочитает открытые, влажные и освещённые горные почвы. Встречается возле ручьёв, в болотах, на камнях.

## Синонимика
- Huperzia selago subsp. arctica (Grossh.) Á.Löve & D.Löve
- Lycopodium arcticum Grossh.
- Lycopodium selago subsp. arcticum Tolm.[1]

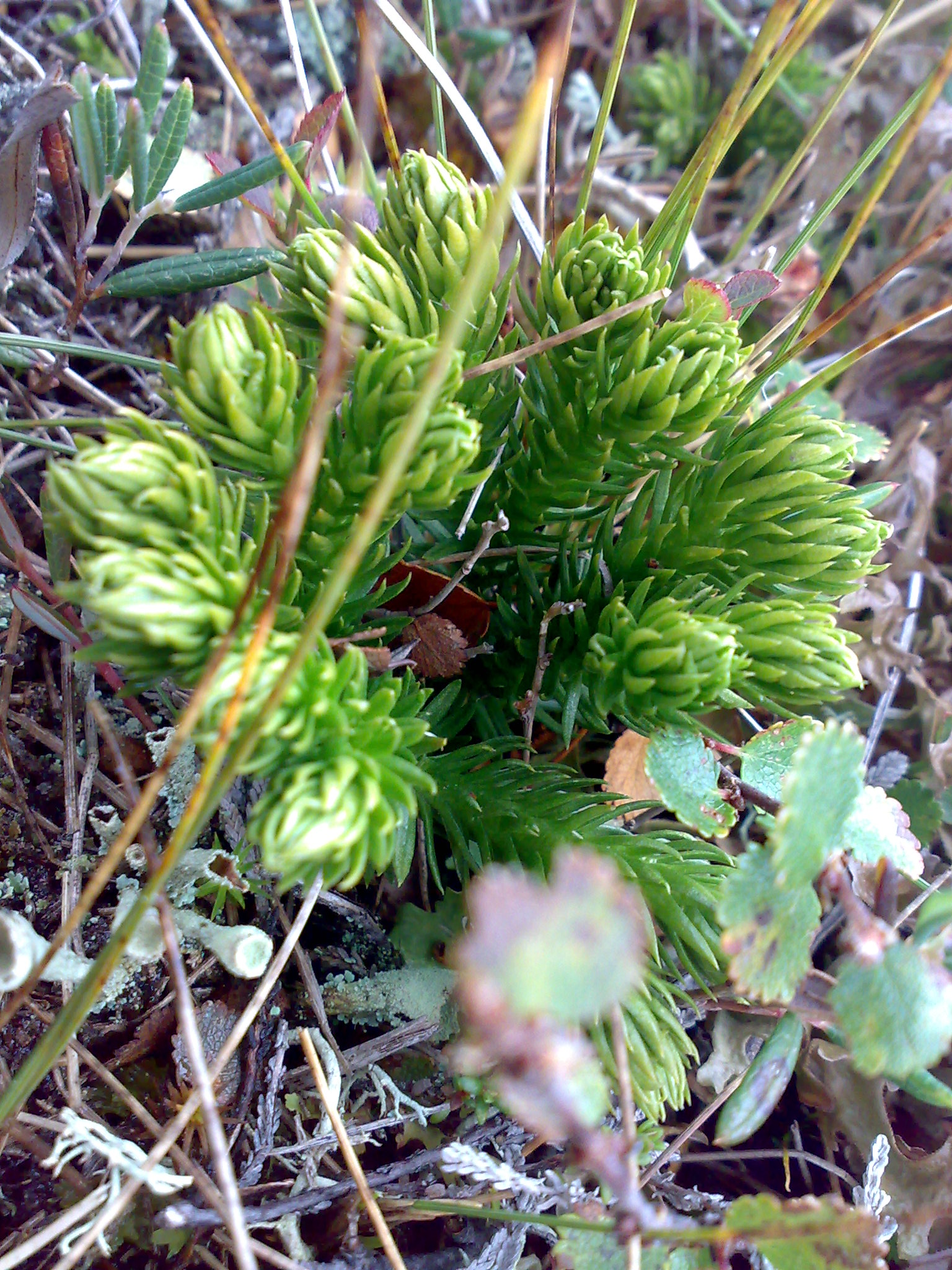
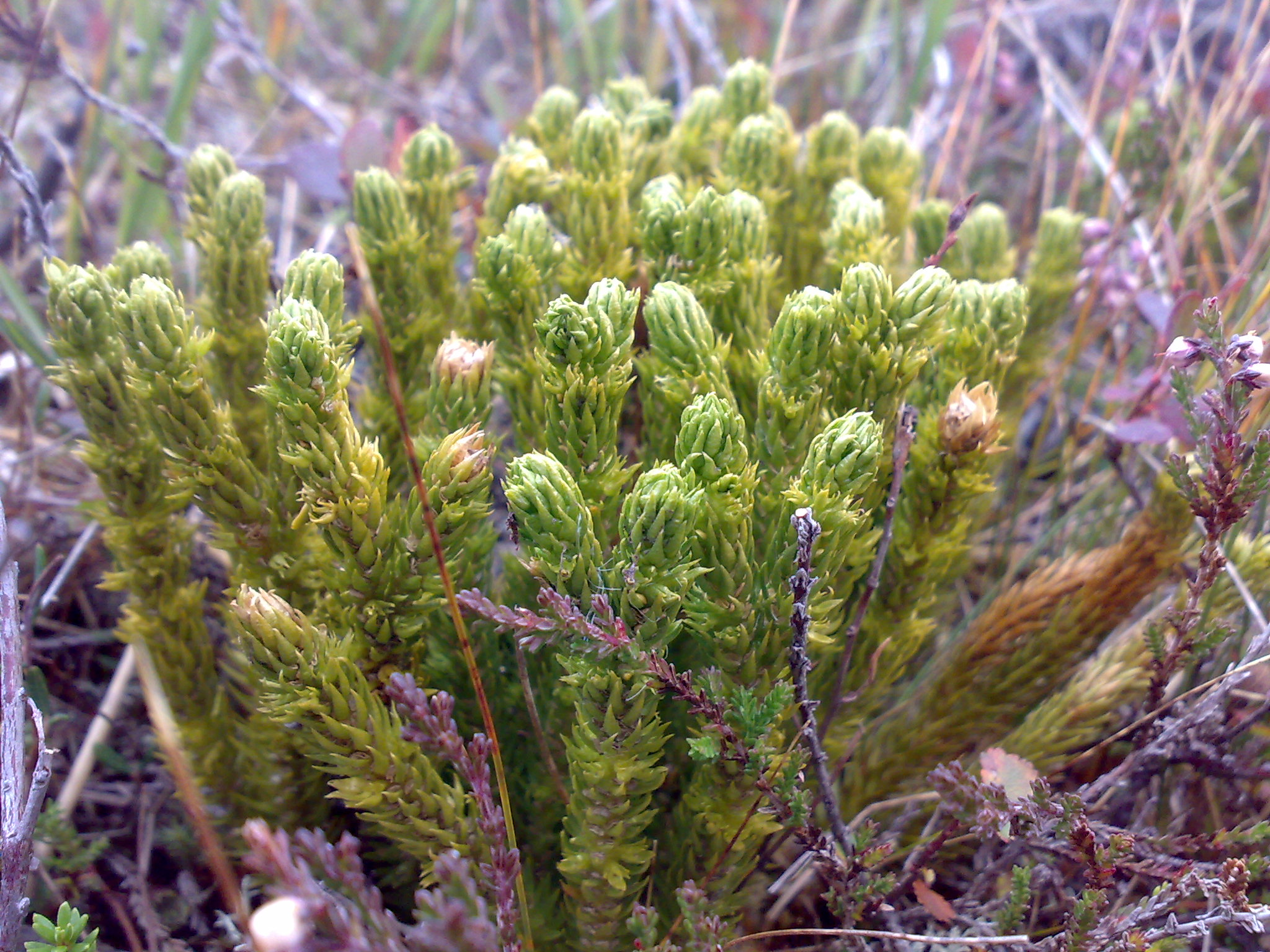